# Alex Henrique
Alex Henrique José (* 20. März 1985 in São Paulo) ist ein brasilianischer Fußballspieler.

## Karriere
Alex spielte in seiner brasilianischen Heimat für den AE Velo Clube Rioclarensea und Batatais FC. 2009 unterschrieb er einen Vertrag beim japanischen Zweitligisten Avispa Fukuoka. Von 2010 bis 2011 war er bei Thespa Kusatsu unter Vertrag. Für Kusatsu bestritt er 41 Zweitligaspiele und schoss dabei 12 Tore. 2012 spielte er bei Tokyo Verdy. 2013 kehrte er nach Brasilien zurück und unterschrieb einen Vertrag bei Comercial FC (Ribeirão Preto). Von 2014 bis 2017 war er außerdem noch beim Drittligisten AS Arapiraquense, América FC (RN) und Moto Club de São Luís unter Vertrag. 2018 wechselte er zum Viertligisten AA Aparecidense. 2018 wechselte er auf Leihbasis zum Zweitligisten Vila Nova FC. 2019 wurde er an dem Drittligisten Sampaio Corrêa FC ausgeliehen. 2019 wurde er mit Sampaio Corrêa Vizemeister und stieg in die zweite Liga auf. 2021 wechselte er zum Zweitligisten AD Confiança. Danach spielte er bei AA Aparecidense. 2021 wurde er mit Aparecidense Meister der vierten Liga und stieg in die dritte Liga auf. 